# 多胡由章
多胡 由章（たご よしあき）は日本の映画監督、脚本家、プロデューサー。日本映画学校（現・日本映画大学）卒業。FURIE所属。

## 人物
助監督を経て、Vシネ、プロモーションビデオ、コマーシャルなどを手がける。大林宣彦、堤幸彦作品のメイキング映像も多数担当。浜崎あゆみらが主演するイメージビデオ『すもも図鑑』で初監督。

## 主な作品

### テレビ
- 『東京ぬけ道ガール』（企画演出・2002年）
- 『美味学院』（演出・2007年）
- 『TAXMEN』（2010年）

### 映画
- 『タイム・リープ』（助監督・1997年）
- 『白痴』（助監督・1999年）
- 『ある探偵の憂鬱』（助監督・2000年）
- 『サークルゲーム』（脚本監督・2002年）
- 『NOEL ノエル』（助監督・2003年）
- 『Believer　ビリーバー』（2004年）
- 『ワースト・コンタクト』（2005年）
- 『観察 永遠に君をみつめて』（助監督・2007年）
- 『妄想少女オタク系』（脚本・2007年）
- 『クローンは故郷をめざす』（プロデューサー・2008年）
- 『管材屋の唄』（演出・2013年）小津安二郎記念蓼科高原映画祭・短編映画コンクール　入賞
- 『A.F.O』（演出・2014年）

### Web
- 『めいど in あきはばら』（脚本監督・2005年）
- 『893239』（2006年）